# Dietrichsfeld
Dietrichsfeld ist ein Stadtteil der Stadt Aurich in Ostfriesland. Er liegt im Nordosten der Stadt und grenzt an die Samtgemeinde Holtriem, darin an die Mitgliedsgemeinden Blomberg und Neuschoo. Mit 11,31 Quadratkilometern gehört er zu den flächengrößeren Stadtteilen, mit nur 770 Einwohnern zu den am geringsten bevölkerten.

## Geschichte
In der Dietrichsfelder Gemarkung, die zum Teil auf einem Geeststreifen innerhalb ausgedehnter Moorgebiete liegt, wurden mehrere ur- und frühgeschichtliche Funde entdeckt. Außer steinzeitlichen Artefakten und Geräten kam 1956 auch ein 3700 Jahre altes Steinkistengrab aus behauenen Granitsteinen zum Vorschein.
Der Ort entstand zwischen 1828 und 1830 und ist die jüngste der drei sogenannten „Pfälzersiedlungen“ in Aurich. Die älteste ist das benachbarte Plaggenburg, das ab 1777 entstand. Später entwickelte sich Pfalzdorf als eigenständiger Ort, schließlich kam als nächste Moorkolonie noch Dietrichsfeld hinzu. Die drei Orte wurden im Wesentlichen von Kolonisten aus der Pfalz ausgebaut, die über eine Zwischenstation am Niederrhein nach Ostfriesland kamen, um sich hier eine landwirtschaftliche Existenz aufzubauen. Benannt wurde der Ort nach dem damals in Aurich tätigen Amtsassessor Friedrich Dieterichs.
Im Meerhusener Wald, gelegen auf den Gemarkungen von Dietrichsfeld und dem Nachbarort Tannenhausen, errichtete die Kriegsmarine ab 1936 ein großes Arsenal. 174 Bunker wurden errichtet, die untereinander durch 80 Kilometer Schmalspurbahn-Gleise verbunden waren und zudem einen Anschluss an die Bahnstrecke Abelitz–Aurich (Normalspur) erhielten. Während des Kriegs ließ die Wehrmacht in dem Arsenal auch Munition produzieren, wofür neben einheimischen Arbeitskräften auch zwangsverpflichtete Ausländer und Kriegsgefangene eingesetzt wurden. 1943 zählte man 500 von ihnen, darunter sowjetische Kriegsgefangene und zwangsverpflichtete Ukrainerinnen. Ein Lager für sowjetische Kriegsgefangene richtete die Arsenalleitung bereits Ende 1941 ein. Wegen schlechter Versorgung starben dort – vor allem im Winter 1941/1942 – vermutlich bis
zu 200 Kriegsgefangene. Bei einem Großbrand im Arsenal im Frühjahr 1943 starben zwölf junge Frauen.
Nach dem Krieg nahm der Ort im ostfrieslandweiten Vergleich nur wenige Flüchtlinge auf, der Anteil lag bei 7,2 Prozent (41 auf 569 Einwohner) und stieg bis 1950 auf 10,2 Prozent (59 auf 579). Die Militärregierung ließ sie zunächst in den Baracken des Arsenals unterbringen, das in den Folgejahren teilweise demontiert wurde. Die Bundesmarine übernahm das Depot 1957 und richtete erneut ein Marinearsenal ein, das noch immer genutzt wird. Mit 400 Hektar ist es das größte Marinearsenal der Bundesrepublik. Seit dem 1. Juli 1972 gehört Dietrichsfeld zur Stadt Aurich.

## Politik

### Ortsrat
Der Ortsrat, der die Auricher Ortsteile Dietrichsfeld, Pfalzdorf und Plaggenburg gemeinsam vertritt, setzt sich aus fünf Mitgliedern zusammen. Die Ratsmitglieder werden durch eine Kommunalwahl für jeweils fünf Jahre gewählt. Die aktuelle Amtszeit begann am 1. November 2021 und endet am 31. Oktober 2026.

Bei der Kommunalwahl 2021 ergab sich folgende Sitzverteilung:
| Ortsrat 2021Insgesamt 5 Sitze - SPD: 3 - CDU: 2 |

### Ortsbürgermeister
Ortsbürgermeister ist Wolfgang Kahmann.